# Cyclodictyon benoistii
Cyclodictyon benoistii är en bladmossart som beskrevs av Thériot 1936. Cyclodictyon benoistii ingår i släktet Cyclodictyon och familjen Hookeriaceae. Inga underarter finns listade i Catalogue of Life.